# Trumpeter
Trumpeter è un'azienda cinese di modellismo statico.

## Storia
Trumpeter ha sede a Zhongshan, a nord di Macao. Tutta l'ingegnerizzazione e la produzione è fatta in loco usando tecniche di elettroerosione per gli stampi così come lo stampaggio a iniezione.
Trumpeter stampa anche per Hobby Boss, Mini Hobby, Fujumi e Pit Road.

## Prodotti

### Mezzi militari
La prima produzione Trumpeter, di mezzi militari, fu all'epoca criticata per lo scarso dettaglio e precisione dal vero (vedi pubblicazioni della Armor Modeling and Preservation Society). La serie T-55 fu criticata per la scarsa fedeltà al vero. Più recentemente la produzione si è indirizzata verso una maggior qualità. In particolare, la scala 1/35 del Kliment Vorošilov, del SA-2 Guideline missile e del Karl-Gerät sono stati ben recensiti. Il Panzer IV e il 15 cm sFH 18 vengono considerati invece meno fedeli rispetto ai modelli analoghi della Dragon Models Limited.

### Navi
Trumpeter produce in scala 1:200, 1:350, 1:500 e 1:700. Trumpeter collabora con il costruttore giapponese Pit-Road per i kit in scala 1:700, marchiati Pit-Road in Giappone e Trumpeter nel resto del mondo.
Esempio la scala 1:350 della USS Hornet (CV-8) (una delle prime realizzate) fu giudicata "disappointment". Dopo modifiche diventò "very credible". Altre moderne navi da guerra americane (1/700 Nimitz-class aircraft carriers) soffrirono di difetti allo scafo. Problemi allo scafo furono trovati alla Baltimore. Errori (catapulte, armamenti) furono trovati alla Essex e alla Bismarck. Riguardo alla Essex, il noto modellista Scott van Aken su Modeling Madness recensì una migliore riproduzione da parte di altri costruttori: "The moldings on the kit (of the competitor) are top rate and without the myriad of ejector pin marks that have plagued Trumpeter ship kits since day one."
Alcuni modellisti considerano in linea di massima i kit ben dettagliati, soprattutto per le navi russe.

### Velivoli
Trumpeter produce in scala 1:144, 1:72, 1:48, 1:32 e 1:24. Mentre la scala 1:32 del Me 262 ricevette a suo tempo recensioni positive, il F4F Wildcat in scala 1:32 fu originariamente povero nei dettagli a tal punto che l'importatore americano Steven's International rifiutò la commercializzazione fino a quando lo stampo non fu corretto nella fusoliera. Copie iniziali di tale kit furono però commercializzate in Giappone e Europa. Trumpeter ridisegnò lo stampo e le successive critiche furono positive. La scala 1:24 del Messerschmitt Bf-109 G fu accettato come "acceptable" e "quite accurate" nel dettaglio del cockpit, non al pari dell'Hasegawa Corporation in scala 1/32 (Brett Green, Modeling the Messerschmitt Bf 109 F and early G series, Oxford 2007, pp. 20–24).